# Hugues Oltramare
Pour les articles homonymes, voir Oltramare.
Hugues Oltramare, né à Genève le 27 décembre 1813 et mort en cette même ville le 23 février 1891, est un pasteur et théologien protestant suisse, exégète, connu pour sa traduction du Nouveau Testament.

## Biographie
Hugues Oltramare est né à Genève le 27 décembre 1813. Sa famille fait partie des familles calabraises ayant migré à Genève dans le courant du XVIe siècle. Il est le fils de Louis-David-Benjamin Oltramare, monteur de boîtes de montre. Dans sa famille, on peut également noter son jeune frère Gabriel Oltramare qui fera sa carrière dans les mathématiques.
Il entre à l'Académie de Genève en 1830, puis à la faculté de théologie protestante de Genève en 1834. En 1838, il publie son essai Essai exégétique sur Romain VI. Il est consacré le 19 août 1838 et obtient sa licence en novembre 1838. Il part ensuite à Paris rejoindre son frère Gabriel puis en mai 1840, il est à Tübingen pour compléter sa formation de théologien. En octobre 1840, il s'installe à Berlin pour près d'un an où il suit les cours de Neander.
De retour à Genève, il se lance dans une exégèse de l'Épître aux Romains dont il publie une première moitié en 1843. Dès 1844, il dispense des cours sur l'exégèse du Nouveau Testament. Il publie également son Instruction évangélique, manifeste sur Jésus-Christ, la rédemption et la foi.
En juillet 1845, il est nommé pasteur à Genève. Mais il interrompt provisoirement son poste pour participer en tant qu'aumônier du bataillon genevois à la guerre du Sonderbund,. De retour à Genève, il poursuit son pastorat tout en s'occupant des affaires de l'Église. Il est membre du consistoire de l'Église protestante de Genève dès 1851 et restera à ce poste jusqu'en 1859 , en y étant deux fois vice-président, ainsi que modérateur de la Compagnie (1854, 1860, 1869). Il se situe plutôt comme un centriste  préconisant de revenir à des principes fondamentaux concernant principalement la foi et la liberté évangélique. Il s'oppose à la séparation de l'Église et de l'État, voyant dans l'État un soutien et une protection de l'Église.
En février 1854, il succède à Jacob-Elisée Cellérier (de) comme professeur d'exégèse à la faculté de théologie où il enseigne l'exégèse du Nouveau Testament. Il restera à ce poste jusqu'à sa mort. Il se démet alors provisoirement de ses fonctions de pasteur pour son consacrer à cette nouvelle tâche. Il les reprend à mi-temps en 1856 et les conserve jusqu'à se retraite en 1881. En 1859, il publie son Catéchisme à l'usage des chrétiens réformés, qui rencontre un succès certain et est plusieurs fois réédité. Sollicité par la Compagnie des pasteurs, il s'attelle à une traduction du Nouveau Testament qui est publié en 1872.
De 1874 à 1880, il est doyen de la Compagnie de pasteurs. Il prend sa retraite de pasteur en 1881. Ses qualités de théologien sont saluées par un grade de docteur honoris causa à la faculté de  Strasbourg, en 1882. Il reçoit la Légion d'Honneur en juillet 1890. Il meurt dans la nuit du 22 au 23 février 1891.

## Traducteur de la bible
Déjà un mouvement né au XVIIIe siècle dans l'église réformée de Genève vise à réviser les anciennes  traductions de la Bible en rajeunissant la langue. Ce mouvement conduit à une version de La Bible entièrement retravaillée en 1805.
Avec la période du Réveil, au XIXe siècle, les protestants se recentrent sur La Bible dans un recherche d'orthodoxie. Dès 1836, Louis Segond regroupe quelques théologiens dans une société d'exégèse du Nouveau Testament. En 1859 parait une traduction des livres du Nouveau Testament, par Albert Rilliet, fondée sur le texte grec le plus ancien mais plutôt destinée aux théologiens. Renonçant à l'idée d'un traduction effectuée par un collectif de théologiens, la Compagnie des pasteurs de Genève demande à Oltramare une traduction du Nouveau testament, et lui adjoint un comité chargé de l'aider et de valider son travail. Le travail est achevé et validé en 1871 et publié en 1872.
Oltramare s'appuie sur deux principes: (a) rendre la pensée de l'auteur fidèle et claire mais (b) s'attacher aussi à en respecter au mieux les nuances et le style. Il cherche donc à coller au plus près de la pensée originelle mais accepte de s'en éloigner pour favoriser la clarté de l'exposé en évitant les tournures trop proches du style grec et en privilégiant un style plus populaire. Il reste donc fidèle à un littéralisme absolu qu'il cherche à combiner à un souci de clarté et l'usage d'un langage compréhensible. Il fonde sa traduction, non pas sur les textes classiques mais sur les travaux de Constantin von Tischendorf, en particulier sur le Codex Sinaiticus découvert récemment.
Sa traduction se répand rapidement avec également une publication par la société biblique de Paris..
Elle soulève quelques critiques dans le milieu protestant qui lui reproche son style trop familier et un certain relent d'arianisme avec un affaiblissement de la déité de Jésus-Christ. Mais on y reconnait sa qualité d'exégète.
Oltramare prendra très mal le fait qu'on ait confié à Louis Segond une nouvelle traduction du Nouveau Testament publiée en 1880,.

## Exégète
Oltramare, professeur d'exégèse du Nouveau testament, appuie son travail sur deux piliers : la méthode historico-critique d'une part et la liberté et la foi d'autre part. Pour Oltramare, la connaissance de la Bible doit s'appuyer sur la foi et sur la connaissance (connaissance de  la langue et compréhension du texte). Il s'intéresse principalement aux  épîtres de Paul. Sa thèse de 1838 porte sur un verset de l'Épître aux Romains. Cette épître l'occupe une grande partie de sa vie puisqu'une étude révisée et complète  en est publiée en 1881-1882. Cette étude s'appuie sur une abondante bibliographie et fournit un commentaire des interprétations précédentes . Il place cette épître dans son contexte historique. Il s'oppose à l'interprétation de Baur qui la voit comme une épître écrite dans une période de trouble de l'Église de Rome et destinée à combattre les ennemis intérieurs et extérieurs. Oltramare la voit plus comme une prédication d'appel.
Il poursuit son travail par une exégèse des épîtres de Paul aux Colossiens, aux Éphésiens et à Philémon.

## Controversiste
Adversaire acharné du catholicisme, Oltramare s'est lancé dans de nombreuses controverses. Pour contrer l'influence catholique, il monte un cours d'instruction religieuse protestante pour prosélytes  dès 1853 qui se répète jusqu'en 1859.
Sur la foi d'un témoignage un peu léger, il  s'attaque aux frères de la Sainte Famille de Belley. Il développe les points qui opposent Église protestante et Église catholique dans deux discours sur le Salut(1853) et Les Sacrements (1854). Son attaque se fait plus virulente dans un appendice de son catéchisme Erreurs et abus de l'Église romaine.

## Publications
- Essai exégétique sur le chapître sixième de l’Epître de St. Paul aux Romains. Genève: Impr. E. Carey, 1838.
- Commentaire sur l’Ep. aux Rom, Partie 1-5. Genève 1843.
- Instruction évangélique sur trois questions: Qui est Jésus-Christ? Qu’est-il venu faire? Que faire pour être sauvé? Paris; Genève: Ab. Cherbuliez 1845.
- Catéchisme à l’usage des chrétiens réformés. Genève 1859.
- Liberté et exclusisme. Genève 1861.
- La séparation de l’Église et de l’État. Genève 1869.
- Nos principes. Genève 1870.
- Le Nouveau Testament. Paris 1874.
- Épîtres de Paul. Paris 1881.
- Commentaire sur l’épître aux Romains.
  - Volume 1. Genève: Cherbuliez; Paris: Fischbacher, 1882.
  - Volume 2. Genève: Cherbuliez; Paris: Fischbacher, 1882.
- Hugues Oltramare; Auguste Bouvier: Commentaire sur les épîtres de saint Paul aux Colossiens, aux Ephésiens et à Philémon.
  - Volume 1. Paris: Fischbacher, 1891.
  - Volume 2: Paris: Fischbacher, 1892.
  - Volume 3. Paris: Fischbacher, 1892.